# Michaił Andriejew (major)
Michaił Lwowicz Andriejew (Szejnkman) (ros. Михаил Львович Андреев (Шейнкман), ur. 1903 w Mialeszkawiczach w powiecie mozyrskim, zm. w grudniu 1988) – funkcjonariusz NKWD, starszy major bezpieczeństwa państwowego ZSRR.

## Życiorys
Pochodził z żydowskiej rodziny woźnicy. Miał wykształcenie podstawowe, w latach 1918–1922 członek Komsomołu, w sierpniu 1919 wstąpił do RKP(b). Od lata 1919 do lata 1920 zarządzał składem komunistycznej literatury zebranej przez miejski komitet działającej w podziemiu Komunistycznej Partii (bolszewików) Litwy i Białorusi w Mozyrzu. Po zakończeniu wojny polsko-radzieckiej wstąpił do Czeki w Mozyrzu, był pełnomocnikiem i członkiem biura politycznego powiatowej Czeki w Mozyrzu. Później oficer śledczy Czeki w Mińsku (1920–1921), zastępca szefa i szef biura politycznego powiatowej Czeki w Bobrujsku (1921–1922), później szef biura politycznego powiatowej Czeki w Mozyrzu (grudzień 1922 – wrzesień 1923). Od 1923 w Tajnym Wydziale (SO) Pełnomocnego Przedstawicielstwa (PP) OGPU w Kraju Zachodnim, a od 1927 PP OGPU Białoruskiego Okręgu Wojskowego, gdzie był pełnomocnikiem, szefem oddziału i pomocnikiem szefa wydziału. 1929–1930 szef SO PP OGPU w obwodzie zachodnim (późniejszy obwód smoleński) z siedzibą w Smoleńsku. Od stycznia 1931 w centralnym aparacie OGPU, szef Oddziału 5 Tajnego Wydziału OGPU, potem pomocnik szefa Oddziału 4 nowo powstałego Tajnego Wydziału Politycznego OGPU. Od września 1931 szef sektora operacyjnego OGPU w Twerze, od kwietnia 1934 zastępca pełnomocnego przedstawiciela OGPU ds. Obwodu Centralno-Czarnoziemskiego, od lipca 1934 zastępca szefa Zarządu NKWD obwodu woroneskiego. 29 listopada 1935 mianowany starszym majorem bezpieczeństwa państwowego. Od października 1936 zastępca szefa Zarządu NKWD, a od stycznia 1937 zastępca ludowego komisarza spraw wewnętrznych Kazachskiej SRR. Od sierpnia 1937 w centralnym aparacie NKWD, zastępca szefa Wydziału 6 (Transportowego) Głównego Zarządu Bezpieczeństwa Państwowego, od marca 1938 (po reorganizacji) szef Wydziału 2 Zarządu 3 (od września 1938: Głównego Zarządu Transportu) NKWD ZSRR do czerwca 1939. Później pracował w zakładach przemysłowych i ludowym komisariacie przemysłu, następnie ministerstwa inżynierii rolnej.

## Odznaczenia
- Order Czerwonego Sztandaru
- Order Czerwonego Sztandaru Pracy
- Order Czerwonej Gwiazdy (dwukrotnie)
- Odznaka „Honorowy Funkcjonariusz Bezpieczeństwa” (dwukrotnie)

I 10 medali.